# 15 Ophiuchi
15 Ophiuchi är en gulvit stjärna i huvudserien i stjärnbilden Ormbäraren.
15 Ophiuchi har visuell magnitud +6,98 och kräver fältkikare för att kunna observeras. Den befinner sig på ett avstånd av ungefär 300 ljusår.